# Río Yátor
El río Yátor es un río del sur de la península ibérica perteneciente a la cuenca mediterránea andaluza que discurre en su totalidad por la comarca de la Alpujarra Granadina, en la provincia de Granada. 

## Curso
El río Yátor nace en Sierra Nevada, en la ladera sur del Morro del Río Chico, dentro del término municipal de Alpujarra de la Sierra, y desemboca en el río Ugíjar, cerca de la población de Las Canteras, tras un recorrido de unos 28 km en dirección norte-sur en su tramo alto y oeste-este en el tramo bajo, a parir de su confluencia con la rambla del Repenil.